# 두근두근 메모리얼 3: 약속의 그 장소에서
《두근두근 메모리얼 3: 약속의 그 장소에서》는 코나미가 제작한 2001년 연애 시뮬레이션 게임이다. 《두근두근 메모리얼》 시리즈의 세 번째 본편으로, 플레이스테이션 2 플랫폼으로 개발돼 2001년 12월 20일 출시됐다.

## 반응
《두근두근 메모리얼 3》 플레이스테이션 2판의 총 판매량은 129,534장이었다.

## 참조

### 내용주
1. ↑  일본어: ときめきメモリアル3 〜約束のあの場所で〜